# Enrique Montero Marx
Enrique José de Cruz Montero Marx (Ovalle, 28 de febrero de 1928-Santiago, 20 de julio de 2022) fue un abogado y militar chileno, con rango de general de brigada aérea de la Fuerza Aérea de Chile (FACh). Se desempeñó como subsecretario (1973-1982) y ministro del Interior (1982-1983), durante la dictadura militar del general Augusto Pinochet.

## Biografía
Nació en Ovalle, el 28 de febrero de 1928; hijo de Julio Montero Alarcón (descendiente de Juan Esteban Montero) y Berta Marx Bravo. Realizó sus estudios de derecho en la Escuela de ese ramo de la Universidad de Chile. A inicios de la década de 1960 se casó con María Isabel Contardo Germaín con quien tuvo tres hijos, Enrique, Genaro y Alejandra.

### Carrera militar
Ingresó a la Fuerza Aérea (FACh) en 1958; fue comandante de Grupo en dicha institución y pasó a la Comisión de Reserva de dicha institución en 1965. Hasta septiembre de 1973 alternó sus actividades profesionales y militares.
Tras el golpe de Estado del 11 de septiembre de 1973, asumió como subsecretario del Interior de la Junta Militar de Gobierno que derrocó al presidente Salvador Allende. En el ejercicio del cargo fue supervisor en la redacción final de la Constitución Política de 1980, y fue el encargado de negociar la entrega a Estados Unidos del agente Michael Townley, involucrado en el atentado que asesinó al excanciller Orlando Letelier. Se mantuvo en la titularidad hasta el 22 de abril de 1982, cuando asumió como ministro del Interior hasta el 10 de agosto de 1983; siendo sucedido por Sergio Onofre Jarpa.
Tras dejar el gabinete ministerial, se desempeñó como auditor general de la Fuerza Aérea hasta 1990. También, fue asesor jurídico y director de la exportadora de frutas «David del Curto» y consejero de la «Fundación Paz Ciudadana».

### Tras el retiro
Luego del retorno a la democracia mantuvo cercanía con políticos del partido Unión Demócrata Independiente (UDI). En 1991 formó parte del equipo asesor de Agustín Edwards Eastman durante el secuestro de su hijo Cristián.
Posteriormente fue procesado en diversas oportunidades por casos de violaciones a los derechos humanos, como por ejemplo la «operación Colombo».
Falleció en Santiago de Chile el 20 de julio de 2022, a los 94 años.